# Marienchor
Marienchor is een klein dorp in het Duitse deel van het Reiderland. Bestuurlijk maakt het dorp deel uit van de gemeente Jemgum in de Landkreis Leer. Het middelpunt van het dorp is de Mariakerk uit 1668.
Waarschijnlijk heeft op dezelfde plaats, een terp of warft, al een eerdere kerk gestaan; de archeologische vondsten gaan terug tot de 14e eeuw. Het dorp wordt in 1472 voor het eerst vermeld als Marienkoer. Het is een dochternederzetting van Critzum en werd daarom in 1475 Krytzemewalt genoemd. Het dorp is ontstaan als veenontginning; mogelijk speelde de Johannietercommanderij Dünebroek een rol bij de ontginning. Het klooster bezat twee boerderijen of Klosterplaatsen in Marienchor, vermoedelijk een voorwerk, waar in 1914 een kleine begraafplaats is blootgelegd. Ook bezat het klooster de patronaatsrechten van de dorpskerk.
Het dorp had ernstig te lijden onder bodemdaling en stormvloeden, zodat het op een lijst van verdronken kerspelen belandde. In 1500 bestond Crismerwolt alias Chor(us) virg[(inis) echter nog steeds. In 1645 heette het dorp Marien Kohr en in 1825 Marienchoor. De naam betekent 'kerk van de maagd Maria'.